# Museo Baltasar Lobo
El Museo Baltasar Lobo es un museo ubicado en la ciudad de Zamora (España) inaugurado en 2007 y dedicado a la obra del escultor zamorano Baltasar Lobo (1910-1993).

## Historia
El Museo Baltasar Lobo tuvo una sede provisional en dependencias de iglesia de San Esteban mientras se rehabilitaba la sede definitiva donde definitivamente se encuentra en el Castillo de Zamora, Castillo Centro de Arte, integrado en el recinto defensivo, y formando parte de su conjunto y de su estructura. La nueva sede fue inaugurada el 31 de agosto de 2009.